# Joannès Marietton

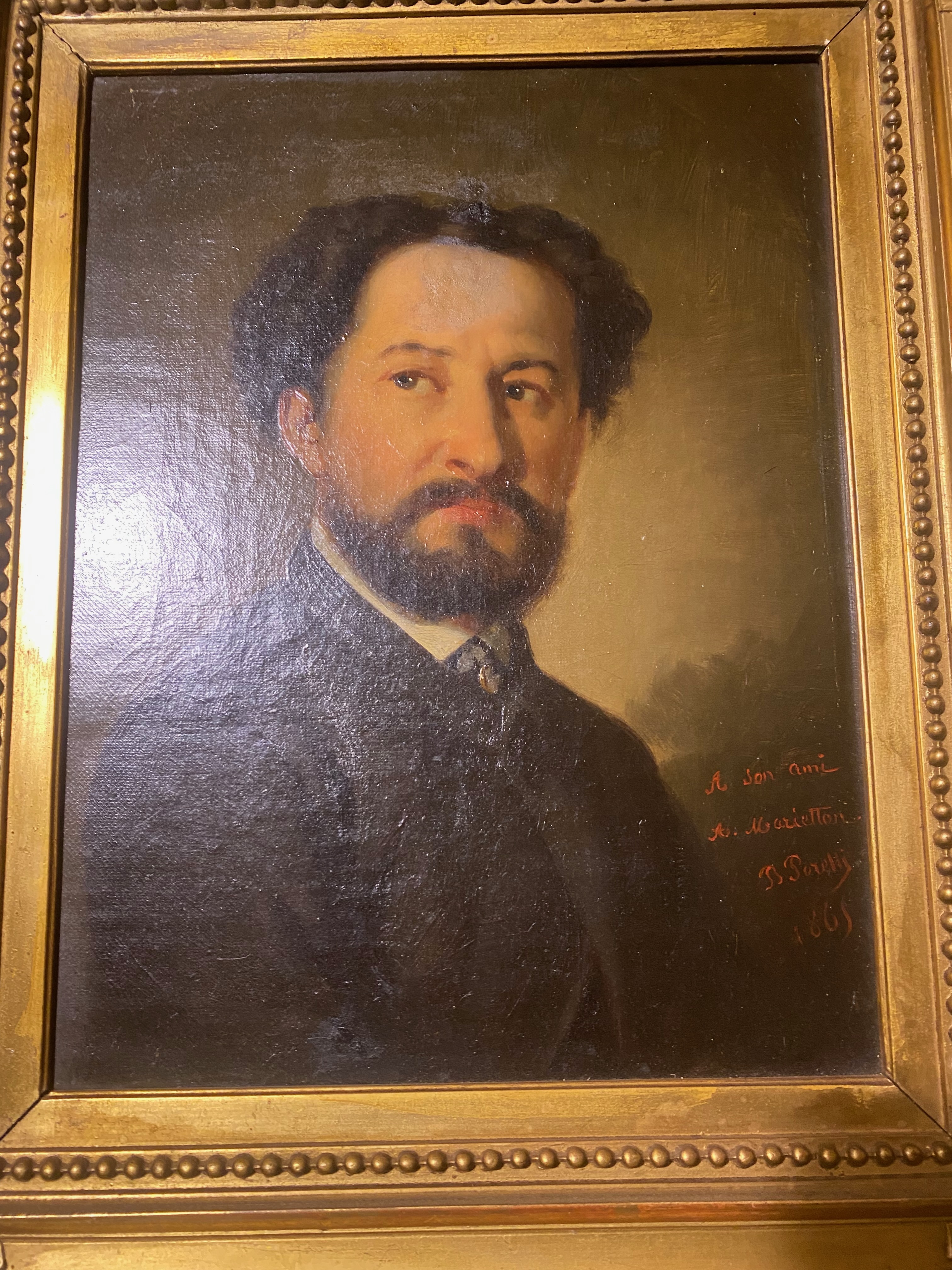

Joannès Jules Marietton est né à Lyon (1er arrondissement) le 27 août 1860 et mort à Lyon (5e arrondissement) le 27 mai 1914, dans sa 54e année, est un député socialiste.
Joannès Jules Marietton, docteur en droit, avocat de profession, est conseiller municipal de Lyon et adjoint au maire, député du Rhône de 1906 à 1914. En 1901, il fut vice-président du conseil général du Rhône.

## Famille
Il est le fils de François Xavier Marietton, négociant à Lyon et de Stéphanie Julie Garnier.
Il grandit dans le 1er arrondissement de Lyon ; une rue porte son nom dans le 9e arrondissement.
Il se marie à Lyon le 24 avril 1899 avec Marie Aline Didier.

## Élections
Durant sa vie, il fut inscrit à plusieurs commissions dont celle d'assurance et de prévoyance sociales, il sera un soutien important de l'instruction publique et surtout pour les écoles vétérinaires.
En 1902, il obtint 5199 voix contre 5729 à Fleury-Ravarin, il fut réélu député, il fut aussi réélu en 1910 à Valausié.
Il meurt alors qu'il venait d'être réélu pour la troisième fois.
Joannès Jules Marietton est enterré à Lyon au cimetière de Loyasse.